# Ligne Saint-Pétersbourg–Vologda

La ligne Saint-Pétersbourg-Vologda est une voie ferrée appartenant au réseau ferroviaire russe, partant de la gare du Ladoga (en) à Saint-Pétersbourg, passant au sud du lac Ladoga et au nord du réservoir de Rybinsk et se terminant à Vologda. 
Ses principales gares intermédiaires sont Mga, Volkhov, Tikhvine, Podborovje et Babaïevo.
Initialement, la ligne était connue sous le nom de ligne Saint-Pétersbourg-Vologda-Vyatka . 
En 1908, la ligne a été reliée au chemin de fer du Nord nouvellement créé avec le chemin de fer Moscou-Yaroslavl-Arkhangelsk.